# علی کیالی
علی کیالی (ترکی استانبولی: Ali Kayalı؛ زادهٔ ۲۹ ژانویهٔ ۱۹۶۵) کشتی‌گیر اهل ترکیه است. از افتخارات وی میتوان به کسب مدال برنز وزن Heavyweight در بازی‌های المپیک تابستانی ۱۹۹۲ اشاره کرد.